# طوابع إيرادات زنجبار
طوابع إيرادات زنجبار أصدرت زنجبار طوابع إيرادات منذ أن كانت محمية بريطانية في عام 1892، إلى الفترة التي أصبحت جزءًا من تنزانيا في عام 1993.

## الإيرادات

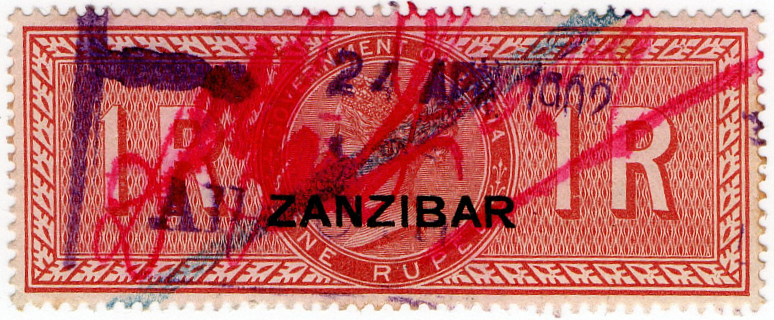
طابع إيرادات هندي مطبوع لاستخدامه في زنجبار.

كانت الإيرادات الأولى لزنجبار هي الإيرادات الهندية أو الطوابع اللاصقة الخاصة التي طبعت فوق عواصم زنجبار، وتم إصدارها بين مايو 1892 وأغسطس 1894. تم إنتاج العديد من المطبوعات المؤقتة، وبعض المخطوطات وبعضها مطبوع في حوالي عام 1904، ومعظمها نادر. في عام 1905 تمت طباعة طوابع بريدية تصور السلطان سيد حمود بن محمد بن سعيد «الإيرادات»، وفي وقت لاحق ظهرت رسوم إضافية بقيمة 1 روبية على هذه المطبوعة. بين عامي 1907 و1908 تم إصدار طوابع بريدية مختلفة تحمل حرف واحد فقط للسلطان «الإيرادات» محليًا أو «العائد» من قبل دي لا رو في لندن. من عام 1908 كانت الطوابع البريدية صالحة للاستخدام المالي، ولكن في عام 1936 صدرت قيم عالية مسجلة للاستخدام كإيرادات فقط. في عام 1964 تم إصدار إحداها بختم يدوي «جمهورية 1964» باللون الأرجواني بعد ثورة زنجبار. في عام 1966 تم إصدار طوابع بريدية مختومة يدويًا باسم «الإيرادات»، وتم استبدالها بعدد جديد مسجل باتو في عام 1970.

## المطار أو ميناء المغادرة
في عام 1993 تم إصدار طابعين من طابع رسوم المطار بقيم اسمية 10 دولارات أمريكية وطابعين رسوم ميناء بقيم اسمية تبلغ 5 دولارات أمريكية.